# Корнер, Крис
Кристофер Энтони Корнер (англ. Christopher Anthony Corner; род. 23 января 1974, Мидлсбро, Норт-Йоркшир, Англия) — английский музыкальный продюсер, поэт-песенник, мультиинструменталист, певец и видеохудожник. Корнер был одним из основателей группы Sneaker Pimps, после ухода из которой начал активно участвовать в своем сольном музыкальном проекте IAMX.
Корнер является автором и продюсером саундтрека к фильму «Рыцари неба» (2005). Саундтрек был записан совместно с электропанк группой Сью Деним и известной рок-группой Placebo. Многие из его песен были использованы в кино и на телевидении.

## Личная жизнь
Кристофер Энтони Корнер родился и вырос в английском городе Мидлсбро. В середине 90-х он переехал в Лондон, где получал образование в Голдсмитс-колледже, и в Лондонском университете королевы Марии, после чего полностью сфокусировался на создании музыки. 
В 2006 году Корнер переехал из Лондона в Берлин, где основал свою студию для музыкальной и визуальной работы над своим сольным проектом IAMX.

После борьбы с хронической бессонницей и депрессией, Корнер покинул Берлин и переехал в Калифорнию, позже заявив: 
«Мне нужна была большая смена обстановки. У меня было несколько друзей в Лос-Анджелесе, и это казалось мне наиболее подходящим местом, поэтому я сел на лодку и поплыл в Штаты». 
В настоящее время живёт в Южной Калифорнии.
В 2021 году в интервью изданию The Sydney Morning Herald признался что является аутистом.

## Дискография
Sneaker Pimps
IAMX